# Індія Саммер
Джоді Джин Олсон (англ. Jody Jean Olson), відома як Індія Саммер (англ. India Summer) — американська еротична модель та порноакторка.

## Біографія
Джоді Джин Олсон народилася 26 квітня 1975 року в Де-Мойні, штат Айова. 
В порноіндустрію потрапиоа в 2004 році, відтоді знялася в понад 1400 порнофільмах. У липні 2009 року Індія Саммер підписала ексклюзивний контракт з порностудією Girlfriends Films, що спеціалізується виключно на створенні лесбійських порнофільмів.
У 2019 році включена в Зал слави AVN.

## Особисте життя
З 2011 року у стосунках зі своєю партнеркою по зйомках Принццесс.

## Премії і номінації
- Номінантка AVN Awards в номінації MILF року (Milf of the Year) 2010[9][10], 2011[11] і 2013[12] роках і лауреатка в цій же номінації в 2012[13], 2014[14] і 2015[15] роках.
- Номінантка AVN Award в номінації Краща акторка в 2010, 2013 і 2016 роках і лауреатка у цій номінації в 2011 році за «An Open Invitation: A Real Swinger's Party in San Francisco»[16].
- Лауреатка CAVR Award 2010 в номінації MILF року (Milf of the Year)[17][18].
- Номінантка AVN Award в номінації Краща акторка другого плану в 2011[19], 2012[20] і 2013 роках.
- Номінантка XRCO Award в номінації MILF року у 2011 році[21][22] і лауреатка в цій же номінації в 2012[23] і 2015[24] роках.
- Номінантка XBIZ Award в номінації MILF року (Milf of the Year) у 2011 році[25] і лауреатка у тій же номінації в 2012 році[26][27][28].
- Лауреатка XRCO Award в номінації Неоспівані сирени (англ. Unsung Siren) в 2012 році.
- Лауреатка XBIZ Award 2016 у номінаціях "Найкраща акторка і Краща сцена сексу (спільно з Раяном Дріллером) за відео «Marriage 2.0»[29][30].